# サレルノ県

サレルノ県
Provincia di Salerno

サレルノ県（サレルノけん、イタリア語: Provincia di Salerno）は、イタリア共和国カンパニア州に属する県の一つ。県都はサレルノ。

## 地理

### 位置・広がり
サレルノ県はカンパニア州の南部に位置する。西はティレニア海のサレルノ湾に面する。県都サレルノは、ナポリから南東へ約46km、ポテンツァから西へ88km、コゼンツァから北北西へ約200km、ローマから南東へ約236kmの距離にある。

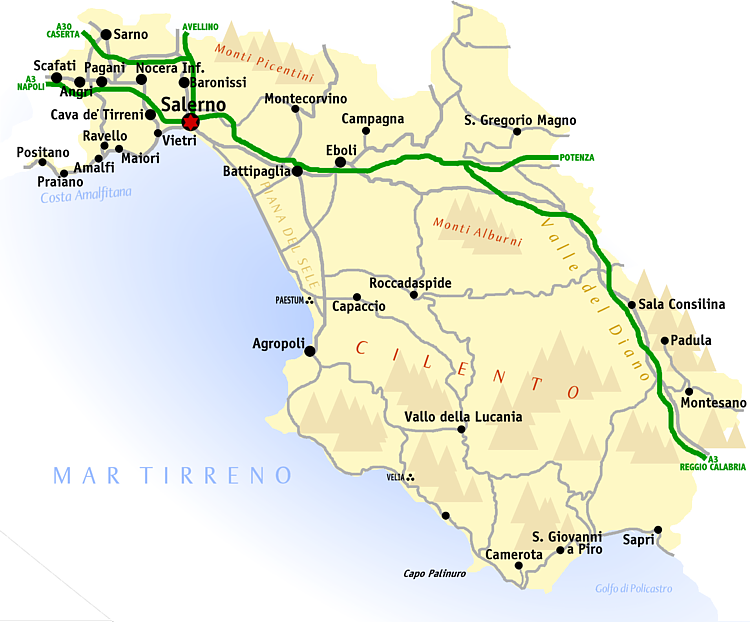
サレルノ県概略図

隣接する県は以下の通り。
- アヴェッリーノ県 - 北
- ポテンツァ県 （バジリカータ州） - 東
- ナポリ県 - 北西

### 県内の地域と主要な都市
2001年の国勢調査に基づく居住地区（Località abitata）別人口統計によれば、人口3万人以上の都市は以下の通り。
- サレルノ - 132,344人
- バッティパーリア - 47,537人
- カーヴァ・デ・ティッレーニ - 47,233人
- スカファーティ - 47,064人
- ノチェーラ・インフェリオーレ - 45,128人
- パガーニ - 30,184人

県の中部・南部はチレント地方と呼ばれる。
県の北西部には、峻険な海岸線にアマルフィをはじめとする町が点在するアマルフィ海岸がある。
- サレルノ
- カーヴァ・デ・ティッレーニ
- パガーニ

## 文化・観光

### 世界遺産
- パエストゥムとヴェーリアの考古遺跡群やパドゥーラのカルトゥジオ修道院を含むチレントおよびヴァッロ・ディ・ディアーノ国立公園
- アマルフィ海岸

## 行政区画

### コムーネ
サレルノ県には158のコムーネが属する。主要なコムーネ（人口3万人以上）は下表の通り。左端の数字はISTATコードを示す。人口は2014年1月1日現在。
| コード | 自治体名                     | 人口    |
| ------ | ---------------------------- | ------- |
| 065116 | サレルノ                     | 133,885 |
| 065037 | カーヴァ・デ・ティッレーニ   | 53,997  |
| 065137 | スカファーティ               | 50,911  |
| 065014 | バッティパーリア             | 50,812  |
| 065078 | ノチェーラ・インフェリオーレ | 46,582  |
| 065050 | エーボリ                     | 39,264  |
| 065088 | パガーニ                     | 35,949  |
| 065007 | アングリ                     | 33,562  |
| 065135 | サルノ                       | 31,250  |

## 交通

サレルノ市を巡る交通網

### 道路
アウトストラーダ
- アウトストラーダ A3
- アウトストラーダ A30
- RA2

主要な国道
- SS18  (it:Strada statale 18 Tirrena Inferiore)
- SS19  (it:Strada statale 19 delle Calabrie)
- SS91  (it:Strada statale 91 della Valle del Sele)
- SS163  (it:Strada statale 163 Amalfitana)
- SS164  (it:Strada statale 164 delle Croci di Acerno)
- SS166  (it:Strada statale 166 degli Alburni)

### 鉄道
- サレルノ都市鉄道

### 空港
- サレルノ・コスタ・ダマルフィ空港（英語版）（ポンテカニャーノ空港） - ベッリッツィ

## スポーツ

### サッカー
県内に本拠を置くプロサッカークラブとしては以下がある。
- ASGノチェリーナ （ノチェーラ・インフェリオーレ)
- サレルニターナ・カルチョ1919 （サレルノ）

## 人物

### 著名な出身人物
- トロトゥーラ - 11世紀の女性医師。
- アダ・マウロ - 日本で活動するタレント。サレルノ生まれ。